# Luise Lampert
Irene Emilie „Luise“ Lampert (* 5. September 1891 in Stuttgart; † 11. November 1962 in Stuttgart) war eine deutsche Pädagogin. Sie war Gründerin der ersten Mütterschule Deutschlands.

## Leben
Ihre Kindheit verbrachte sie gemeinsam mit ihrer jüngeren Schwester in Stuttgart. Dort besuchte sie die Höhere Töchterschule und absolvierte anschließend die Ausbildung zur Kindergärtnerin am renommierten Pestalozzi-Fröbel-Haus. Danach arbeitete sie in Frankfurt am Main in einem sog. Volkskindergarten. Als Maria Montessori 1913 in Rom den ersten internationalen Ausbildungskurs durchführte, war Lampert eine der insgesamt 87 Studentinnen. Die Idee der italienischen Ärztin und Pädagogin versuchte sie in ihrem Frankfurter Volkskindergarten einzuführen, bekam jedoch diesbezüglich Schwierigkeiten mit der Administration, die gegen die Montessori-Pädagogik eingestellt war.
Anfang des Jahres 1915 kehrte Luise Lampert nach Stuttgart zurück und arbeitete als Beschäftigungstherapeutin beim Roten Kreuz im Rahmen des Nationalen Frauendienstes. Dort lernte sie Anna Lindemann, Leiterin des Nationalen Frauendienstes, kennen, die Luise Lampert zur Gründung einer Mütterschule anregte. Bereits am darauffolgenden Tag legte sie einen Lehrplan vor, der für gut befunden wurde. Am 11. November 1916 konnte unter Federführung von Luise Lampert die erste Mütterschule Deutschlands in Stuttgart ihrer Bestimmung übergeben werden. Die Grundidee der Mütterschulen basierte auf Fröbels Konzept der Spiel- und Beschäftigungsanstalten für Kinder, in denen die Anleitung der Mütter eine zentrale Rolle spielte. In die erste Einrichtung waren demnach Kinderkrippe und Kindergarten integriert.
Ab Mai 1917 wurden neben den Schulungskursen für Mütter noch „Haustöchterkurse“ angeboten, die später unter der Bezeichnung „Kindermädchenkurse“ inhaltlich und zeitlich erweitert wurden. Die Kurse vermittelten neben der Erziehung und Pflege von Säuglingen, Kleinkindern und Kindern auch eine umfassende Ausbildung in Haushaltsführung.

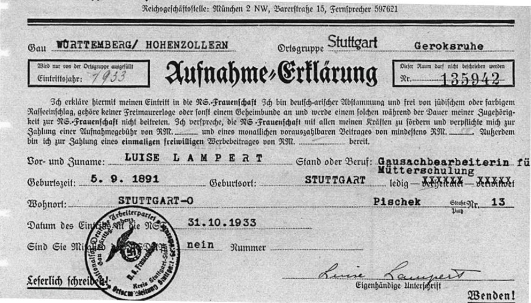
Mitgliedserklärung zur NS-Frauenschaft (1933)

Luise Lampert leitete bis 1934 die Mütterschule. Zwei Jahre später berief sie der Reichsmütterdienst nach Berlin. Folgend war sie für den Auf- und Ausbau einer Mütterschulung im ganzen deutschen Reich verantwortlich. Juni 1937 beantragte sie die Aufnahme in die NSDAP und wurde rückwirkend zum 1. Mai desselben Jahres aufgenommen (Mitgliedsnummer 5.052.027). 1939 wurde sie zur NS-Frauenschaftsleiterin für den Gau Württemberg ernannt. In dieser Position war sie bis zum Zusammenbruch der Nazi-Diktatur tätig. Bis 1945 sorgte sie in ihrem Aufgabenbereich für eine ständige Expansion. So entstanden im Gau Württemberg von 1934 bis 1940 17 neue Mütterschulen und drei Mütterschulungsstätten.
Nach 1945 wurden die Mütterschulen wegen ihrer ideologischen Anpassung an den Nationalsozialismus von den Besatzungsmächten geschlossen. Zwei Jahre später begann der Wiederaufbau von Mütterschulen, an dem sich Luise Lampert aktiv beteiligte. Bis zu ihrem Tod war sie aktives Mitglied in der 1954 gegründeten Arbeitsgemeinschaft der Mütterschulen.

## Schriften
- Mütterschulung, Leipzig 1934
- Ehestandsdarlehen und Mütterschulung, in: Kindergarten 1934, S. 199
- Mütterschulung, in: Blätter der Zentralleitung für Wohltätigkeit in Württemberg 1934, S. 113–114
- Die Entstehung der ersten Mütterschule, in: Blätter des Pestalozzi-Fröbel-Verbandes 1956, S. 38–39